# Pahtajärvi (Jukkasjärvi socken, Lappland, 754239-168215)
Pahtajärvi är en sjö i Kiruna kommun i Lappland och ingår i Torneälvens huvudavrinningsområde. Sjön har en area på 0,0695 kvadratkilometer och ligger 456 meter över havet. Pahtajärvi ligger i Rautas fjällurskog Natura 2000-område.

## Delavrinningsområde
Pahtajärvi ingår i det delavrinningsområde (754022-168127) som SMHI kallar för Mynnar i Rautasälvens vattendragsyta. Medelhöjden är 481 meter över havet och ytan är 14,76 kvadratkilometer. Det finns ett avrinningsområde uppströms, och räknas det in blir den ackumulerade arean 30,95 kvadratkilometer. Pahtajoki som avvattnar avrinningsområdet har biflödesordning 3, vilket innebär att vattnet flödar genom totalt 3 vattendrag innan det når havet efter 408 kilometer. Avrinningsområdet består mestadels av skog (57 procent) och sankmarker (28 procent). Avrinningsområdet har 0,79 kvadratkilometer vattenytor vilket ger det en sjöprocent på 2,5 procent.